# Dubîșce, Ciudniv
Dubîșce (în ucraineană Дубище) este localitatea de reședință a comunei Dubîșce din raionul Ciudniv, regiunea Jîtomîr, Ucraina.

## Demografie
Componența lingvistică a localității Dubîșce
     Ucraineană (98,22%)
     Rusă (1,42%)
     Alte limbi (0,18%)
Conform recensământului din 2001, majoritatea populației localității Dubîșce era vorbitoare de ucraineană (98,22%), existând în minoritate și vorbitori de rusă (1,42%).